# San Nicolò dei Mendicoli
La iglesia de San Nicolò dei Mendicoli es una iglesia en el sestiere veneciano de Dorsoduro (Véneto, Italia).

## Historia
La iglesia de San Nicolò dei Mendicoli es una de las más antiguas de Venecia: se cree que existió ya una primera construcción en el siglo VII. El islote sobre el que se construyó la iglesia original, previamente albergaba pobres pescadores, de ahí la adición de mendicoli o mendigos al nombre de San Nicolò (San Nicolás). Desde entonces en adelante, los habitantes se llamaron nicolotti. Una segunda hipótesis sobre el origen del nombre es que mendicoli será una deformación de Mendigola, antiguo nombre de la isla sobre la que se encuentra.

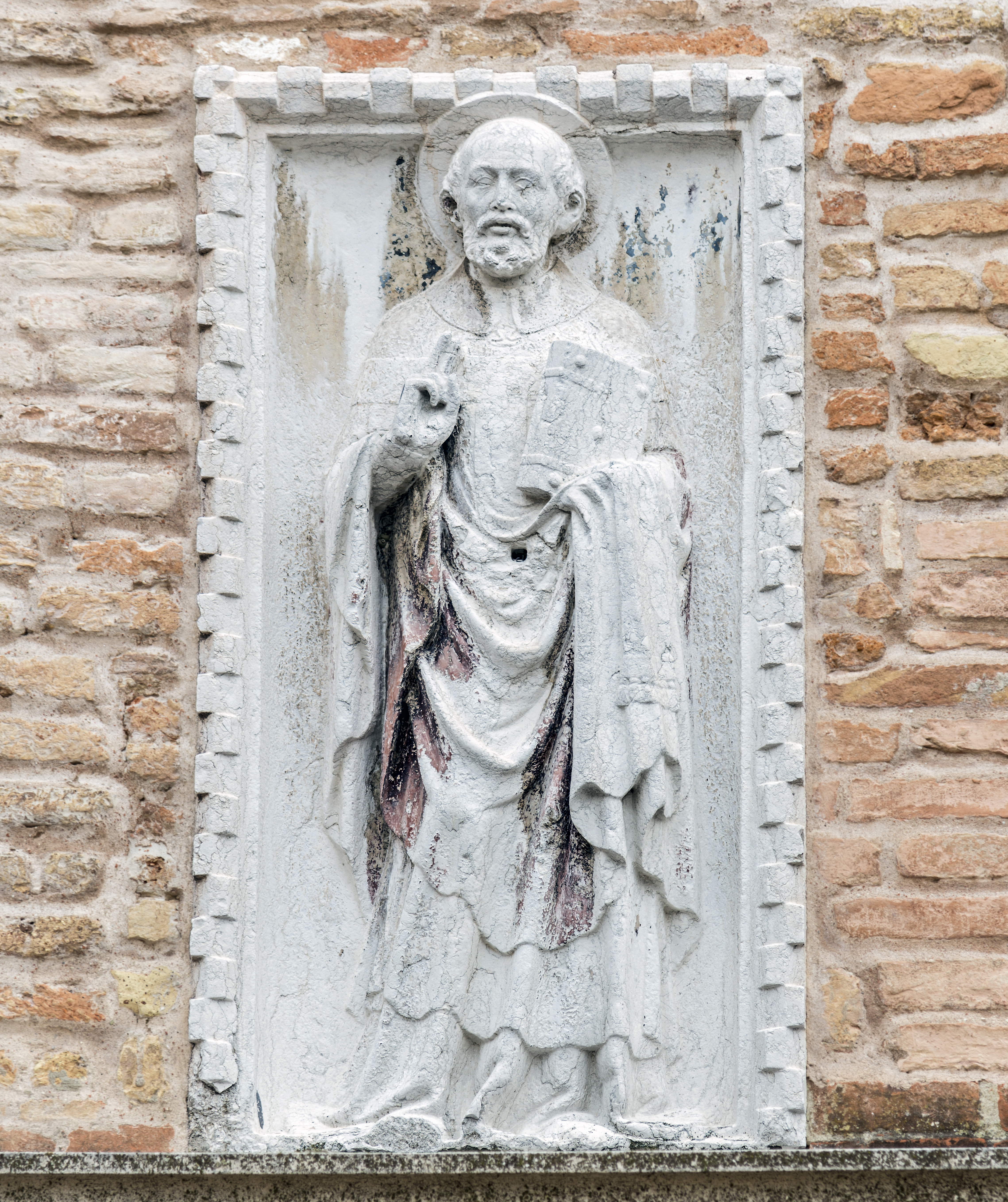
San Nicolò  Siglo XIII.
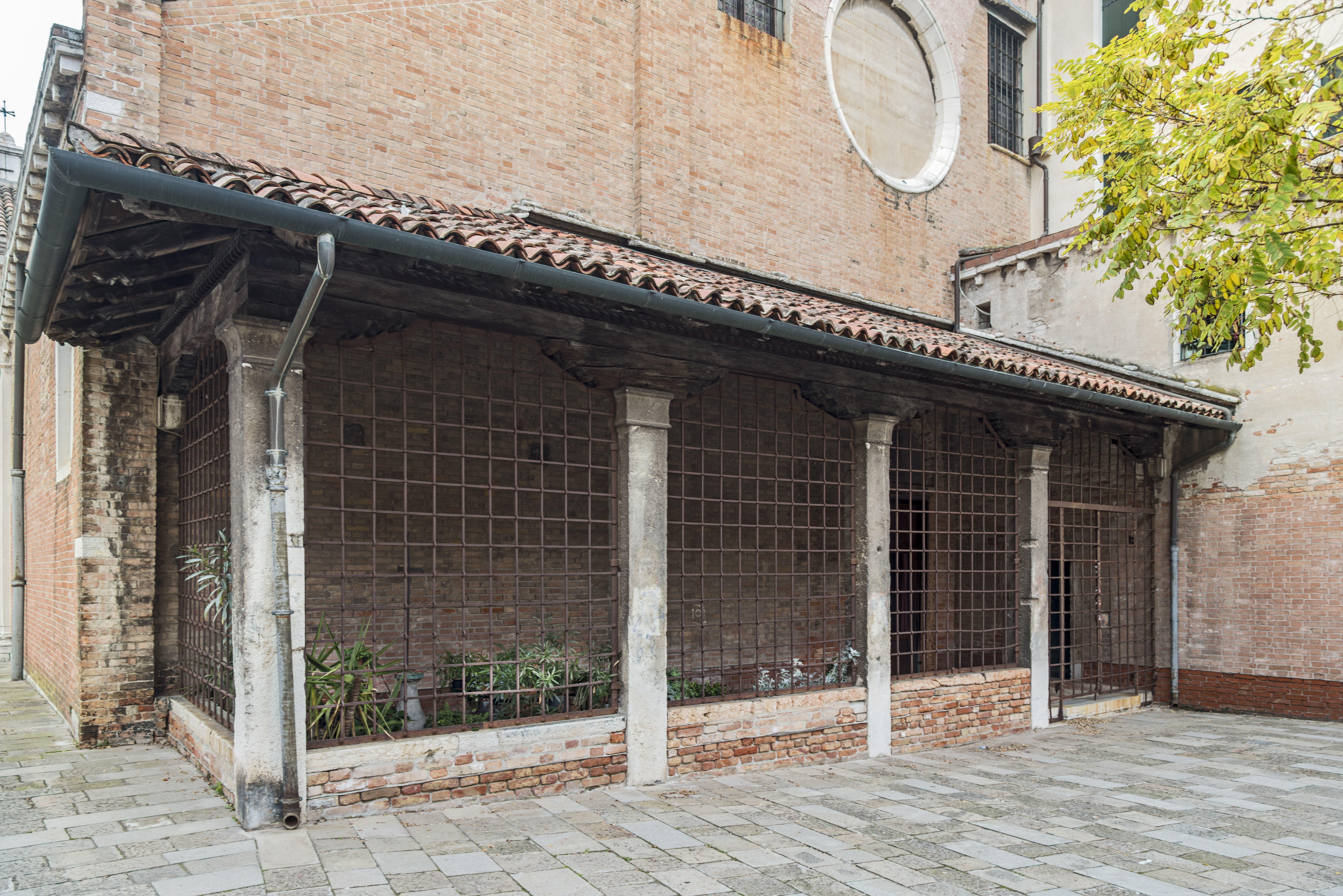
Pórtico de la entrada norte, añadió en el siglo XV.
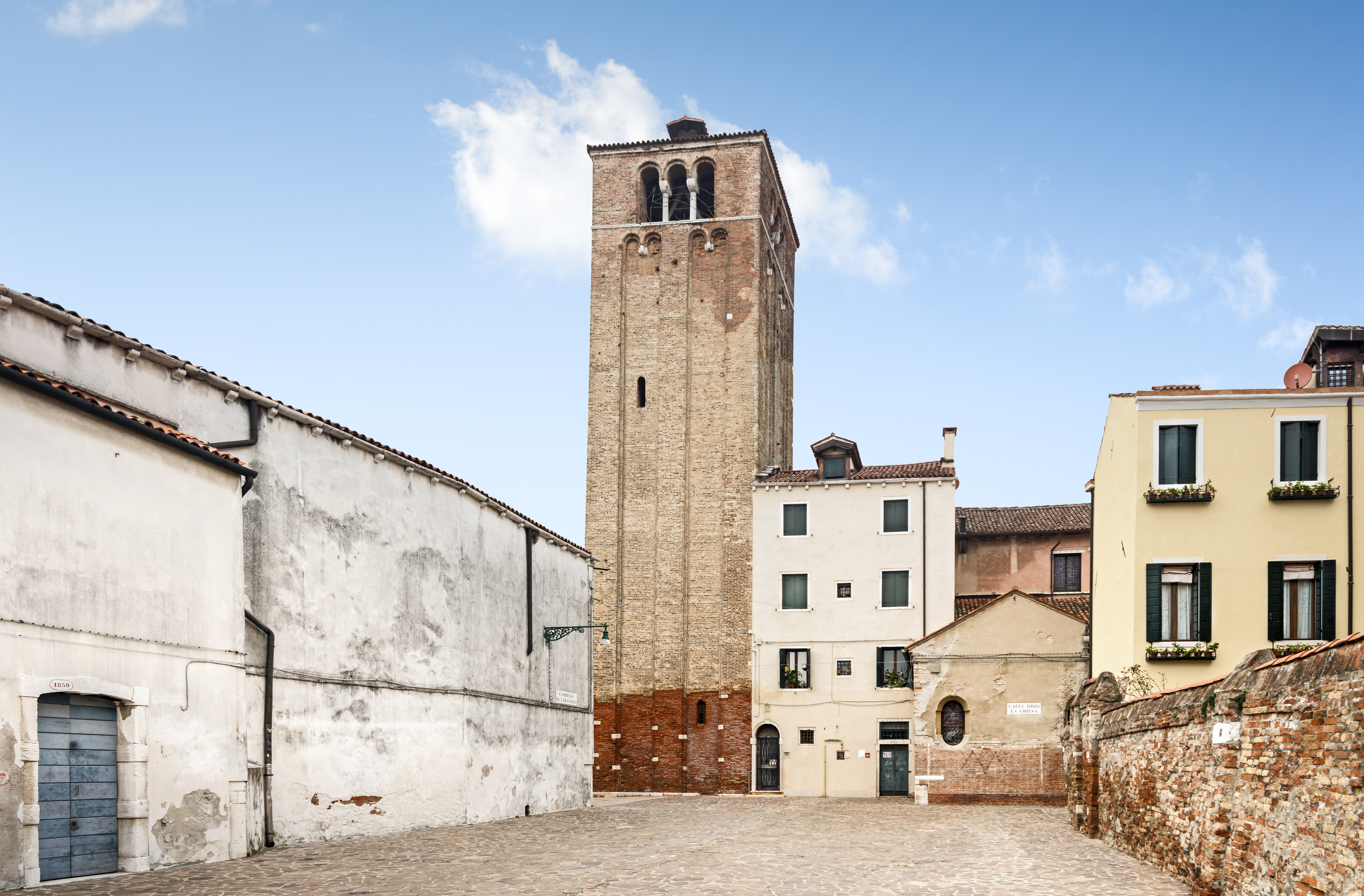
Campanario del siglo XIII.

La construcción del siglo VII fue reemplazada por la actual iglesia del siglo XII de planta románica basilical con tres naves. Posteriormente fue objeto de otras reconstrucciones. En el exterior se añadió, en el siglo XV, un pequeño pórtico sobre el lado septentrional. La actual torre del reloj fue añadida en 1764 para reemplazar una más antigua.
La iglesia quedó seriamente dañada por las inundaciones del 4 de noviembre de 1966. En los años setenta fue el centro de una amplia intervención de restauraciones, financiada gracias a los fondos de Venecia en Peligro, en el curso de la cual se procedió a alzar ligeramente el nivel del suelo, expuesto continuamente a los daños de la marea alta, encontrándose a unos buenos 30 centímetros por debajo del nivel de los canales.

## Descripción
La entrada queda a la derecha de la nave. El interior es muy rico. La nave está rodeada por unas peculiares columnas parecidas al corintio. Las podaderas de los capiteles derivan del blasón de las familias patronales. En la verja hay una estatua del siglo XV de San Nicolás sosteniendo tres esferas doradas, simbolizando el dinero donado, en su leyenda, para salvar a tres muchachas de la prostitución. En el siglo XVI, la nave central fue adornada con estatuas en madera dorada. Los lienzos en las paredes de la nave son obra de pintores diversos, incluyendo Alvise Benfatto (1554-1609). Dos paneles del extremo del techo son de Leonardo Corona y los del medio de Francesco Montemezzano.

## Galería

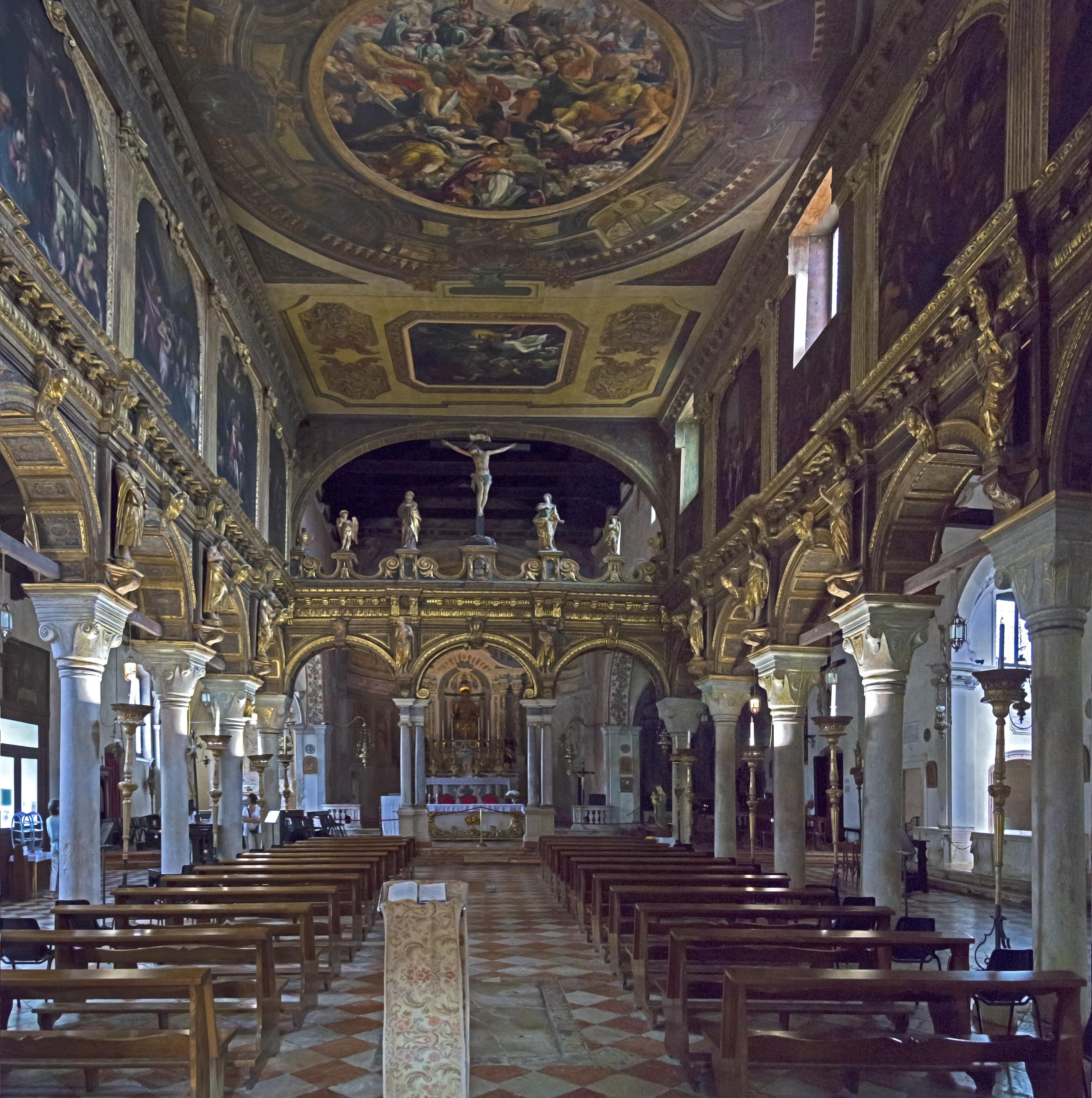
Interior de la iglesia de San Nicolò dei Mendicoli.
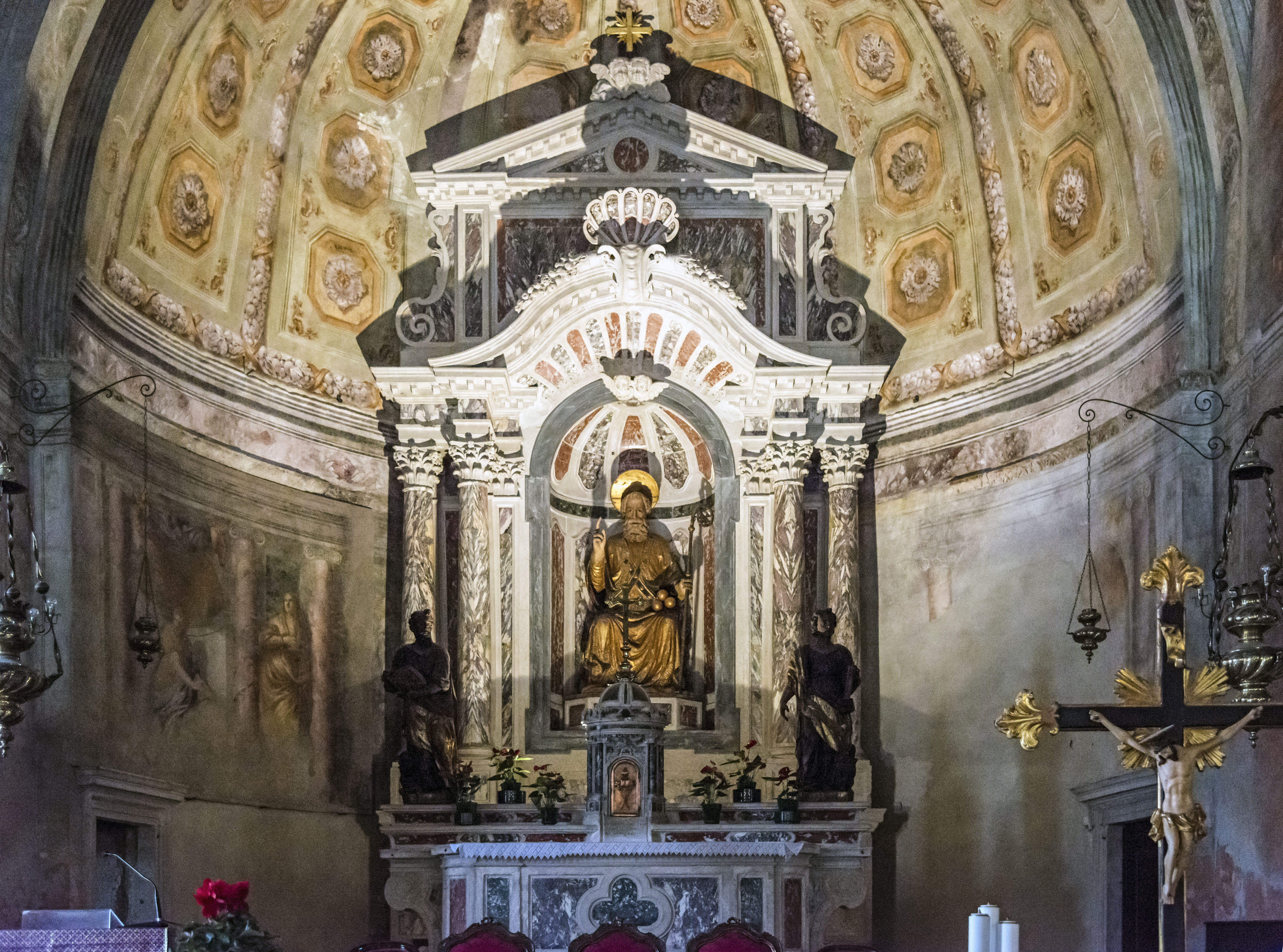
Altar mayor.
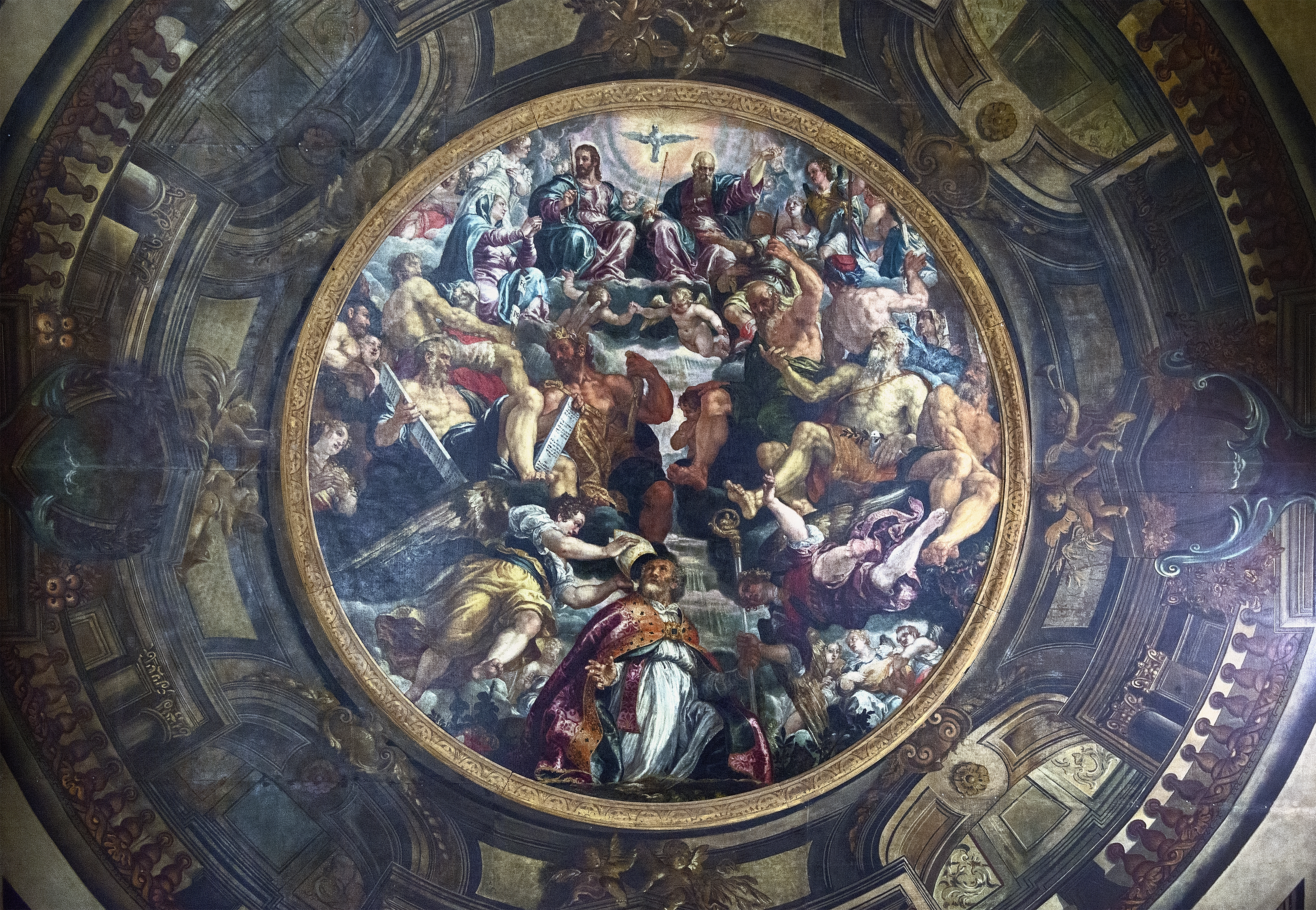
Techo de Francesco Montemezzano.
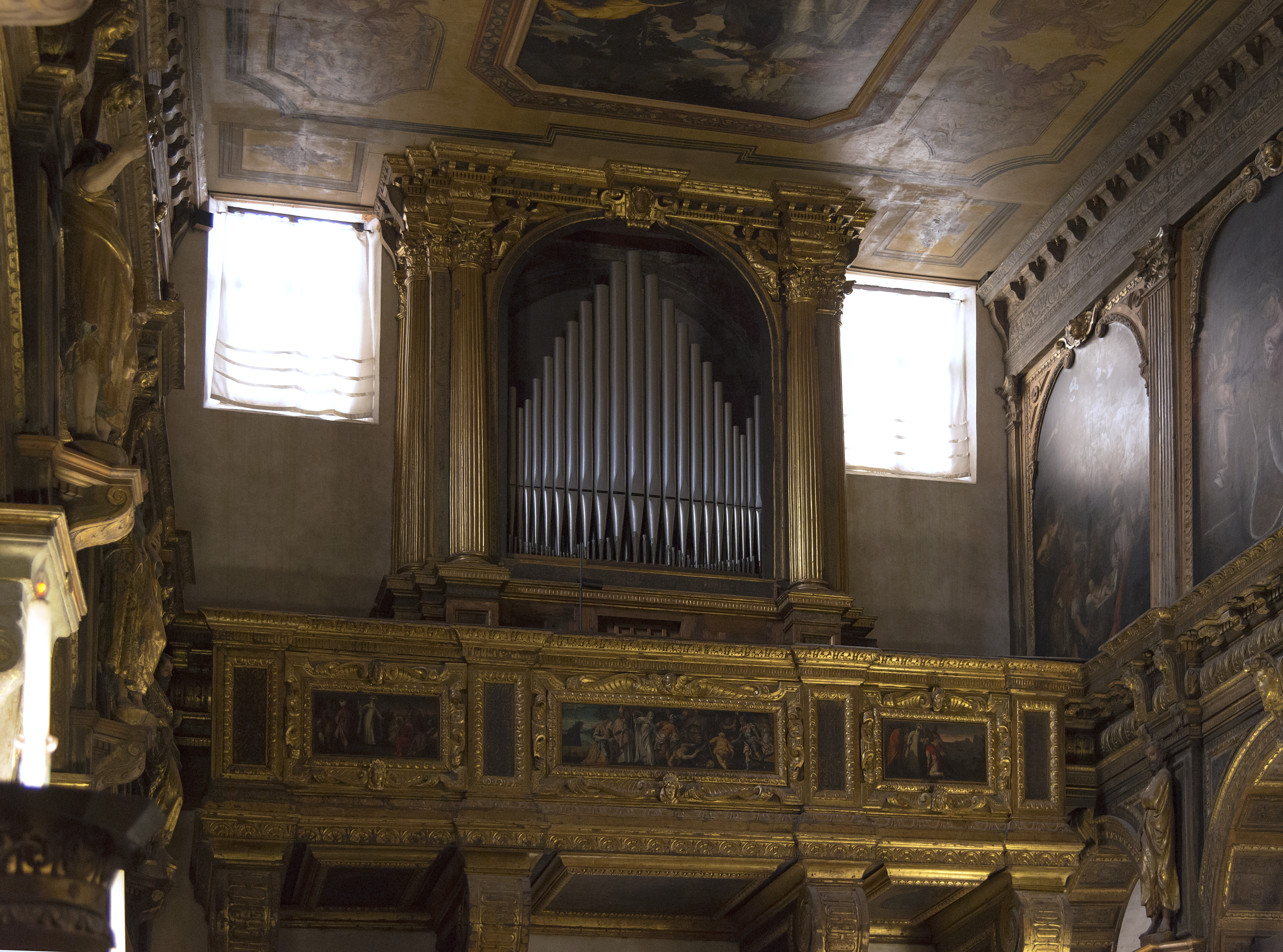
Órgano.
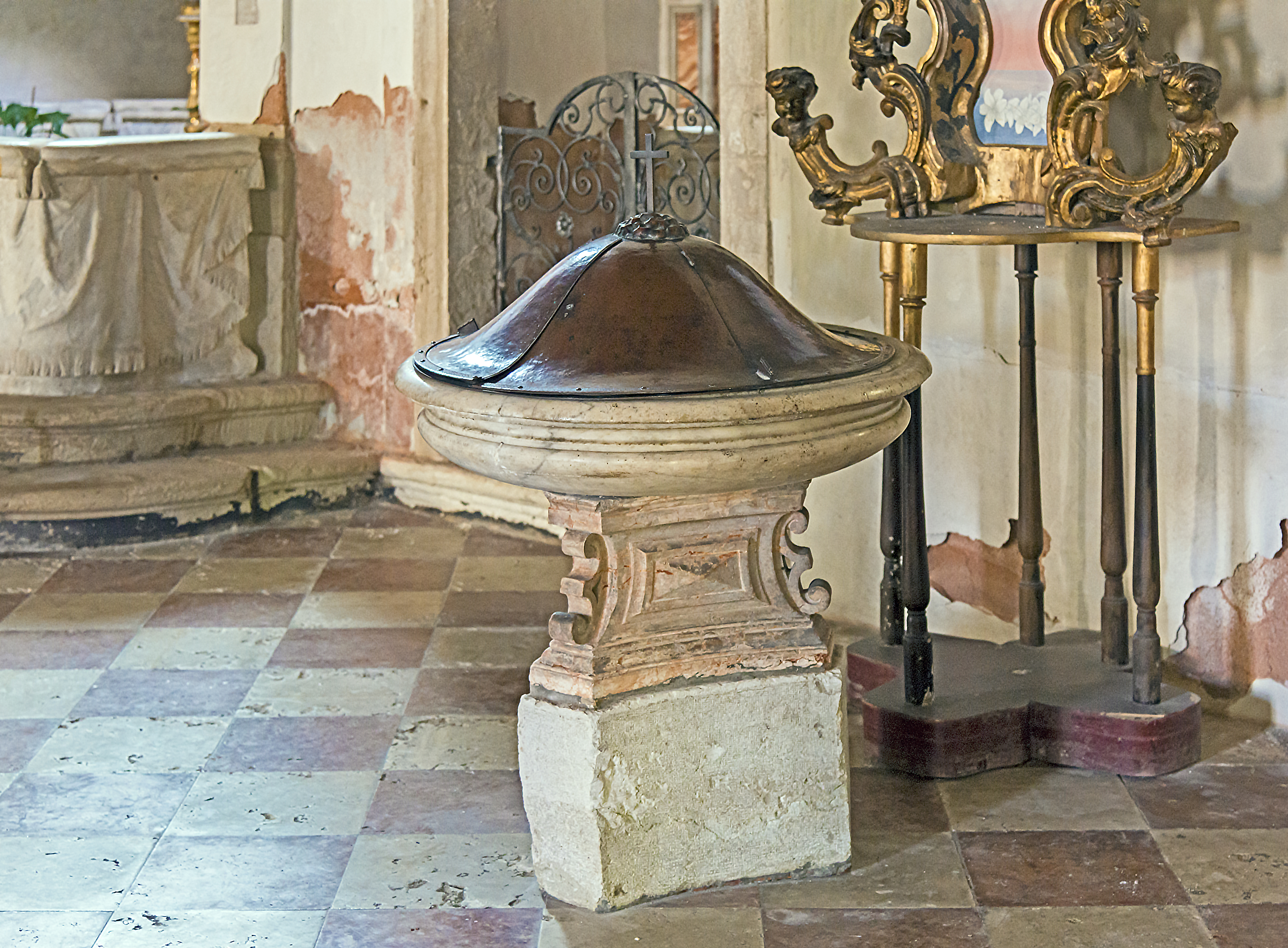
Pila bautismal.